# Vimpelvingad paradisfågel
Vimpelvingad paradisfågel (Semioptera wallacii) är en fågel i familjen paradisfåglar inom ordningen tättingar.

## Utseende och läte
Vimpelvingad paradisfågel är en stor och framtung brun fågel med en långa och ljus nedåtböjd näbb och tydligt utdraget huvud med platt hjässa och en tofs i pannan. Benen är orangefärgade. Hanen är omisskännlig med grönblått på bröstet och långa gräddvita plymer som sticker ut från skuldrorna. Honan är helt jordbrun. Under spelet är den mycket högljudd, med grova "WAA-WAA" och "KEE-KEE".

## Levnadssätt
Vimpelvingad paradisfågel hittas i högvuxna skogar i låglänta områden och förberg. Där ses den i trädtaket. Fågeln påträffas ofta vid kända spelplatser.

## Utbredning och systematik
Vimpelvingad paradisfågel placeras som enda art i släktet Semioptera. Den förekommer i norra Moluckerna och delas in i två underarter med följande utbredning:
- S. w. halmaherae – Halmahera
- S. w. wallacii – Bacan

## Status
Trots det begränsade utbredningsområdet och det faktum att den minskar i antal anses beståndet vara livskraftigt av internationella naturvårdsunionen IUCN. 

## Namn
Fågelns vetenskapliga artnamn hedrar zoologen och zoogeografins fader Alfred Russel Wallace (1823-1913).